# Markéta Sambiria

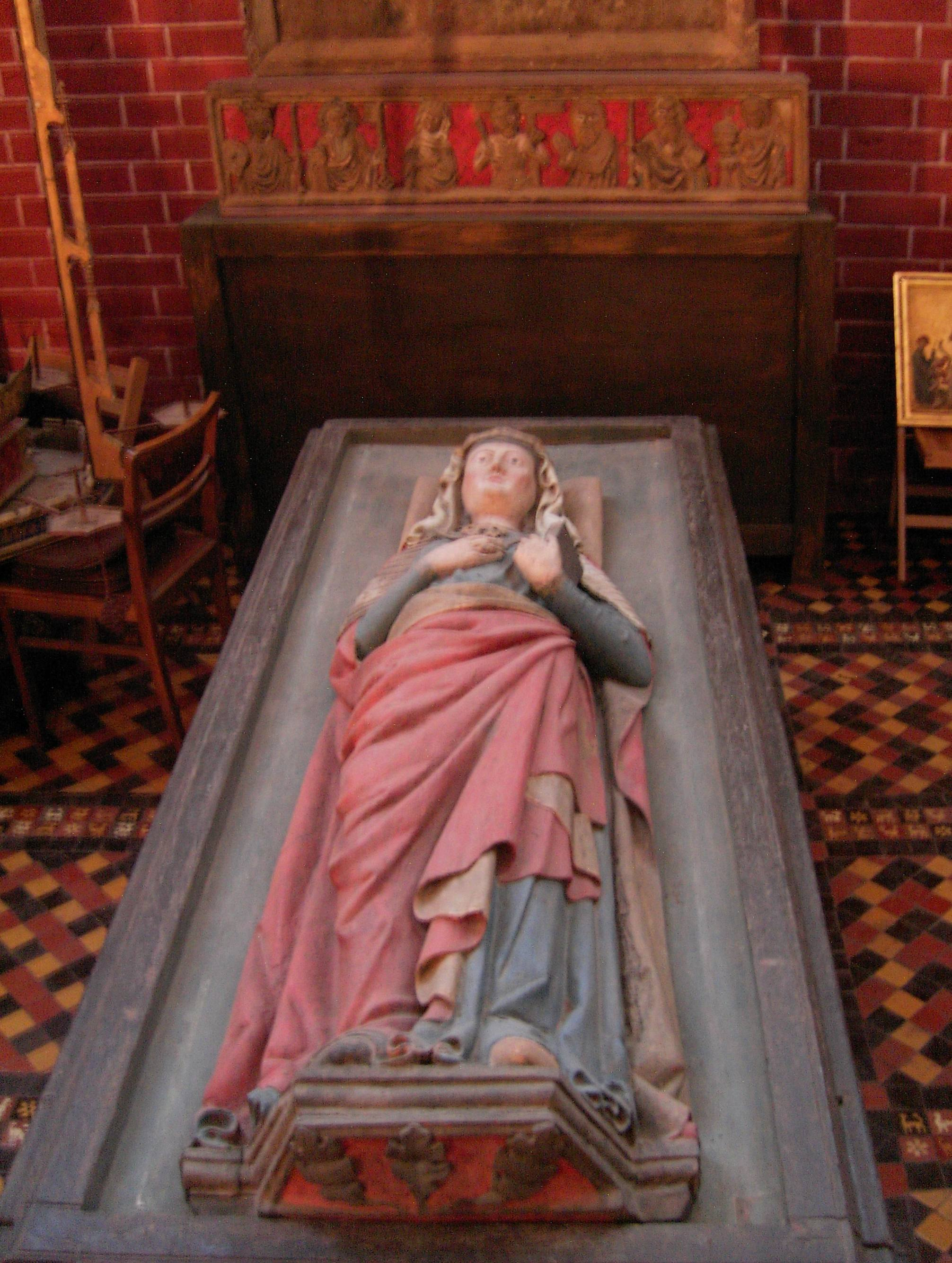
Náhrobek Markéty Sambiria v klášterním kostele v Doberanu pocházející
z 13. století

Markéta Sambiria, přídomek Sprænghest (dánsky co kůň vyskočí), (1230–1234 – po 4. lednu 1282, Rostock) byla jako manželka dánského krále Kryštofa I. dánská královna v letech 1252–1282.

## Biografie

### Původ, mládí
Narodila se jako jedna z pěti dcer (jediný její bratr zemřel jako dítě) pomořanského vévody Sambora II. a jeho manželky Matyldy, dcery meklenburského vévody Bořivoje II.
V době jejího mládí došlo k ozbrojeným střetům mezi jejím otcem a jeho bratrem Svantopolkem II., a proto se dostalo Markétě vychování jinak vyhrazeného pro chlapce, k němuž náležela především jízda na koni a zacházení se zbraněmi. V holštýnských a pomořských pověstech je známá jako „Černá Greta“.

### Manželství a potomci
V roce 1248 se provdala za dánského prince Kryštofa, který se v roce 1252 stal jako Kryštof I. dánským králem. Korunovace manželského páru se uskutečnila 25. prosince téhož roku v katedrále v Lundu. O několik let později byla na ni spolu s manželem uvalena klatba[nepřesný odkaz] arcibiskupa, neboť král byl v konfliktu s církví.
Z manželství Markéty Sambiria a krále Kryštofa se narodily tři děti, syn a dvě dcery:
- Erik Klipping;
- Matylda;
- Markéta;

některé prameny však zmiňují ještě další tři – Nielse, Valdemara a Ingeborg.

### Královna vdova
Když po Kryštofově smrti (29. května roku 1259) na trůn nastoupil jejich neplnoletý syn Erik Klipping, Markéta jeho jménem fakticky vládla. Jedním z jejích počinů během této doby byl ozbrojený útok na jižní Jutsko; v roce 1261 byla i se synem zajata, s pomocí vévody Albrechta Brunšvického však byli osvobozeni (je možné, že Markéta plánovala uzavřít s ním manželství).
Královna samostatně panovala v Estonsku, které dostala doživotně; od roku 1266 se titulovala paní Estonska.
Protože pozice Erika jako krále byla neustále ohrožena, kolem roku 1262 Markéta dosáhla svolení papeže k dědění trůnu v ženské linii. V případě Erikova skonu to mělo umožnit převzetí vlády jednou z jeho sester. V roce 1282 byla přinucena opustit Dánsko. Usadila se v Rostocku, kde v tamním klášteře sv. Kříže strávila poslední léta svého života. Podle legendy o založení tohoto kláštera přinesla ze své pouti do Říma kousek dřeva sv. Kříže a věnovala tuto relikvii klášteru. Zemřela zde někdy po 4. lednu roku 1282. Pohřbena byla v kostele cisterciáckého kláštera v Bad Doberanu, kde se na náhrobní desce dochovala kopie její dřevěné sochy ze 17. století, jež sem byla přenesena z rostockého kláštera.